# Conrad Detrez

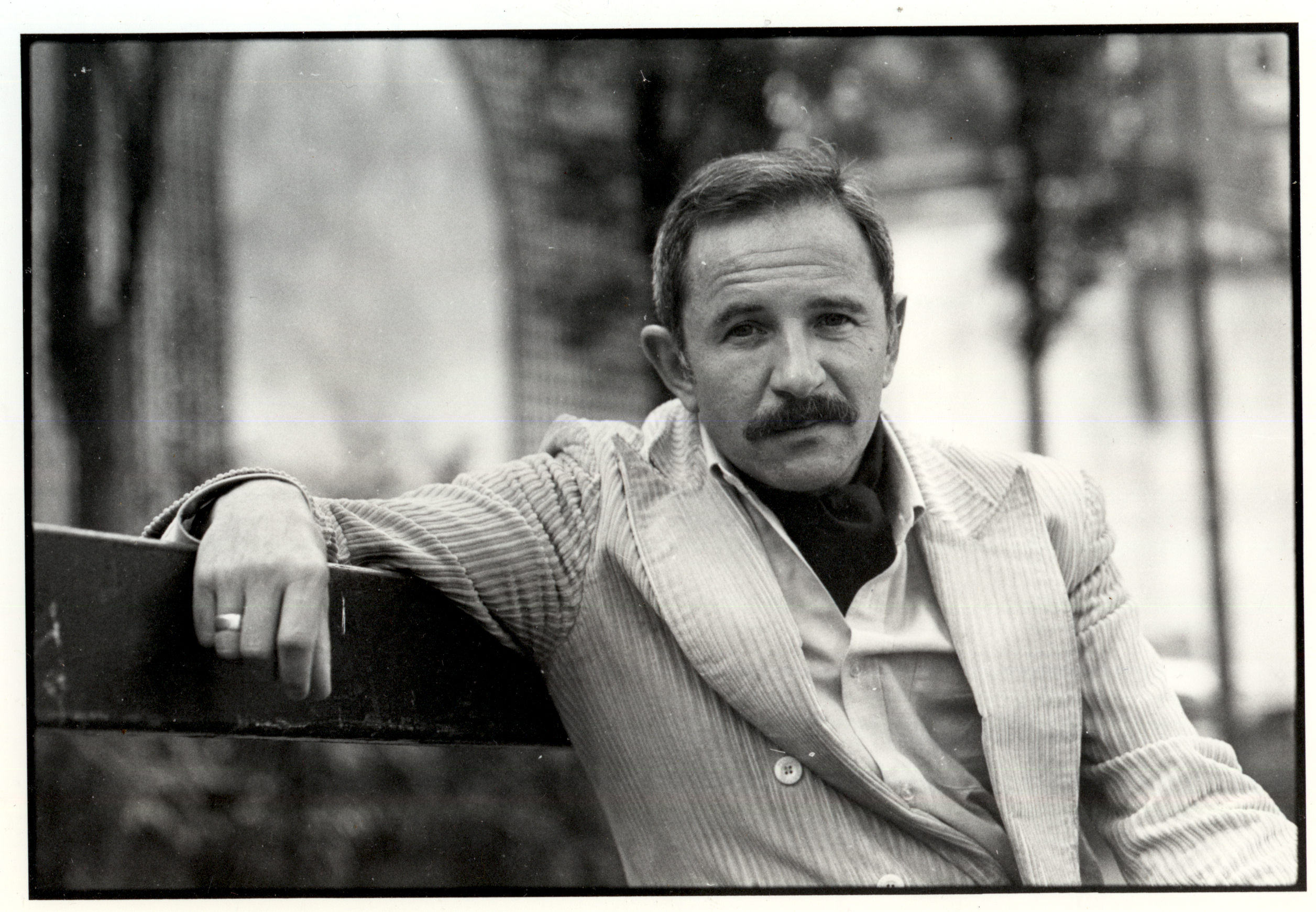
Conrad Detrez

Conrad Detrez (Rukkelingen-aan-de-Jeker, 1 april 1937 - Parijs, 11 februari 1985) was een Belgische (vanaf 1982 Franse) schrijver, journalist en diplomaat. Hij geldt als een van de belangrijkste, meest oorspronkelijke maar ook controversiële literaire stemmen uit België.

## Biografie

### Jeugdjaren en seminarie
Detrez werd geboren uit een Vlaamse moeder (uit het Limburgse Millen) en een Waalse vader. Hij werd opgevoed in het Frans. Zijn geboorteplaats Rukkelingen-aan-de-Jeker lag op dat moment nog op Vlaams (Limburgs) grondgebied. Zijn jeugd was getekend door de Tweede Wereldoorlog, de gruwel van het slachten van dieren door zijn vader, die beenhouwer was, en het landelijk katholieke klimaat van Haspengouw. 
In Visé en Herstal volgde hij de Grieks-Latijnse humaniora en van 1957 tot 1959 verbleef hij in het seminarie van Sint-Truiden. In 1959 verhuisde hij naar de Katholieke Universiteit Leuven om er zijn priesterstudie verder te zetten. Hij verbleef in het Kollege voor Latijns-Amerika, een kort daarvoor opgerichte instelling in Leuven die priesters voor de Nieuwe Wereld voorbereidde. Detrez raakte er sterk onder invloed van de katholieke denker Teilhard de Chardin en het existentialisme van Sartre en Camus.

### Brazilië
Na twijfel aan zijn roeping verkeerde Detrez in een crisis en stopte zijn priesterstudie. Hij emigreerde in 1962 als lekenmissionaris naar Brazilië. Hij verbleef eerst in de industriestad Volta Redonda en vanaf 1963 in Rio de Janeiro. In die laatste stad werd hij docent aan de katholieke universiteit Santa Ursula en ging hij in de sloppenwijken werken. Later begon hij met het vertalen van Braziliaanse schrijvers als Jorge Amado.
Gaandeweg verloor Detrez het katholieke geloof, ontdekte zijn homoseksualiteit en radicaliseerde op politiek vlak naar extreem links. Na de militaire staatsgreep van 1964 in Brazilië trad hij toe tot de verboden beweging Ação Popular. Hij keerde in 1965 terug naar Europa waar hij acht maanden in Parijs verbleef. In december dat jaar vertrok hij opnieuw naar Brazilië.
In 1967 werd Detrez in Rio de Janeiro opgepakt, enkele dagen vastgehouden en mogelijk ook gefolterd. Via bemiddeling van de Belgische ambassade kon hij Brazilië verlaten. Hij belandde in Parijs waar hij actief deelnam aan de revolte van Mei 68.
Later in 1968 keerde hij terug naar Brazilië om zich in São Paulo als journalist te vestigen. Hoewel hij zelf nooit de wapens opnam raakte hij er steeds meer betrokken bij de ontketende stadsguerrilla. Het daaropvolgende jaar vertrok hij wegens het verstikkende klimaat van de dictatuur toch weer naar Frankrijk, maar bezocht daarna nog één keer Brazilië om guerrillaleider Carlos Marighella te interviewen. Kort na deze geheime ontmoeting werd Marighella doodgeschoten. Detrez, halsoverkop teruggekeerd naar Parijs, schreef een pamflet over zijn ontmoeting dat vervolgens door de Franse regering verboden werd.  Een protestgolf rolde door de Franse letteren en 23 uitgevers, onder wie zowat alle grote namen, kwamen in verweer tegen het verbod. Onder collectief beheer brachten ze een nieuwe uitgave van Pour la libération du Brésil op de markt.
Hiermee kwamen de Braziliaanse jaren van Detrez tot een einde. Begonnen als een periode van grote persoonlijke bevrijding waren ze geëindigd in een gevoel van mislukking en teleurstelling:
"Nog een paar dagen en ik zou mijn achtentwintigste (sic) jaar ingaan. Mijn ziel telde er tienmaal zoveel. Ze had de motieven verloren die haar hadden doen leven, haar soms heel hoog en heel ver hadden gedragen; ze voelde zich afgeleefd. Mijn ziel had alles geleerd. Ze wist op haar beurt dat God dood is, dat de revolutie de mensen die haar voeren vermorzelt, dat de liefde onmogelijk is."

### Journalistiek en literatuur
Omdat hij in Brazilië persona non grata was en ook in Frankrijk onder moeilijke omstandigheden leefde, week Detrez uit naar Algerije om daar les te geven in het Lyceum van Sour El-Ghozlane. In de hoofdstad Algiers bleef Detrez contact houden met het Braziliaanse verzet. 
In 1971 vestigde Detrez zich in Brussel en sloot vriendschap met de Belgische schrijver Pierre Mertens en dichter William Cliff. Hij was ook zelf begonnen met het schrijven van fictie en publiceerde de autobiografische romans Ludo (over zijn kindertijd) en  de vervolgroman Les plumes du coq, waarin de Koningskwestie in België aan bod kwam. Deze romans werden door de kritiek goed ontvangen maar waren geen commercieel succes.
In 1975-1976 was Detrez radiocorrespondent voor de RTB in Lissabon om de nasleep van de Portugese Anjerrevolutie te verslaan. Op politiek vlak begon hij zijn oude radicalisme te herzien en bekeerde hij zich tot de sociaaldemocratie. Hij had bewondering voor de moed van individuele guerrillastrijders maar twijfelde aan de guerrilla als een na te volgen voorbeeld in Zuid-Amerika. Na zijn vroegere enthousiasme werd hij ook erg kritisch voor de Cubaanse revolutie, onder meer omwille van de vervolging van de homoseksuele schrijver Reinaldo Arenas.
In 1978 verhuisde hij naar Parijs en publiceerde er zijn derde autobiografische roman L'Herbe à brûler. Hierin schreef hij voor het eerst uitgebreid over zijn ervaringen als revolutionair in Brazilië, op zowel humoristische als zeer zelfkritische toon. De kritieken waren lovend en de schrijver werd in Frankrijk zelfs vergeleken met André Malraux. Detrez ontving er de prestigieuze Prix Renaudot voor. De roman was ook een groot verkoopsucces en werd onder meer naar het Engels (door Lydia Davis), Nederlands en Portugees vertaald. Ook in Brazilië kwam het boek in de schijnwerpers te staan.
Detrez' volgende roman La lutte finale speelde zich deels opnieuw af in de sloppenwijken van Rio de Janeiro en was een keiharde afrekening met salonrevolutionairen en gauche caviar in Parijs. In 1980 kreeg Detrez gratie van de Braziliaanse overheid: hij keerde kortstondig terug en schreef daar het reisverslag en essay Les noms de la tribu over. 
Na drie boeken met Brazilië als toneel keerde Detrez dit onderwerp de rug toe en schreef een aantal kortere romans.

### Nicaragua
Detrez was een uitgesproken republikein, aanvankelijk voorstander van Waals regionalisme en later pleitbezorger van het rattachisme. In maart 1982 nam hij zelf de Franse nationaliteit aan. Datzelfde jaar werd hij diplomaat (conseiller culturel) voor de Franse regering in Nicaragua, waar op dat moment de sandinisten aan de macht waren. Detrez stond erg kritisch tegenover de sandinisten maar kon dit gezien zijn functie niet openbaar ventileren. In zijn ambitieuze laatste roman La ceinture de feu, uitgegeven na zijn vertrek uit Managua, sijpelde wel kritiek door op de linkse revolutie in Nicaragua.
Vanaf 1984 vertoonde Detrez de eerste tekenen van aids; een jaar later stierf hij in Parijs, op 11 februari 1985.

## Stijl, thematiek en opvattingen
Detrez valt literair moeilijk in een categorie onder te brengen. Zijn werk is vaak komisch en picaresk, in de traditie van Charles De Coster, en critici hebben in dit verband regelmatig naar een 'Vlaamse' inslag verwezen. Opvallend gezien zijn sterke antiklerikalisme was Detrez' belangstelling voor het geloof - hij beschouwde zichzelf als een 'mysticus' - en met name voor de verwantschappen tussen religie en homo-erotiek. Ondanks zijn eerder introverte aard was zijn levensgevoel barok, sensueel en hedonistisch. Hij schreef vrijmoedig over zijn homoseksualiteit maar wilde niet als ‘homo-schrijver’ geboekstaafd worden. 
De politiek - en met name de politiek in de derde wereld - speelde een belangrijke rol in Detrez' werk en leven. Hij was op dit vlak steeds gematigder geworden en verwierp elk autoritarisme, van links als van rechts. In romans als L'herbe à brûler, La guerre blanche en La ceinture de feu uitte hij kritiek op het dogmatisme van marxistische revolutionairen in Latijns-Amerika.

## Onderscheidingen
Hij won (als eerste Belg ooit) de Prix Renaudot in 1978 voor L'herbe à brûler.

## Receptie in Vlaanderen en Nederland
Twee romans van Detrez zijn bij De Arbeiderspers in het Nederlands vertaald: De veren van de haan en Dor gras. De vertaling van De veren van de haan kreeg onder meer waardering van Hans Warren.
Geert van Istendael bestempelt Detrez als een van de grootste Waalse schrijvers ooit.  In Vlaanderen en Nederland brak hij nooit echt door. Twee jaar na zijn dood verbaasde de Vlaamse schrijver Mark Schaevers zich daar erg over: ‘Conrad Detrez is dood, zijn prachtig uitgeschreven leven ligt bij De Slegte voor het rapen’. Volgens Harold Polis is Detrez ten onrechte in vergetelheid geraakt. ‘We moeten de geniale mislukkingen van Detrez blijven lezen,’ schreef hij vijftien jaar na zijn overlijden, ‘of liever, we moeten zijn romans opnieuw lezen. Want Detrez bestaat niet meer, zijn boeken zijn vergeten en haast onvindbaar. Detrez is uitgekotst door een land dat hij zelf in het gezicht had gespuugd.’
Detrez had zelf een haat-liefde verhouding met Vlaanderen. Naar aanleiding van de Nederlandse vertaling van Les plumes du coq liet hij in 1978 optekenen: ‘Ik ben erg blij dat het boek toegankelijk wordt voor Nederlandse en Vlaamse lezers, want ik sterf van verlangen om de klerikalen in Vlaanderen te schofferen.’ Tegelijk had hij veel waardering voor de Vlaamse schilderkunst en het werk van Hugo Claus. In 1968 verdedigde hij in een opiniestuk in Le Monde de vervlaamsing van de universiteit van Leuven.

## Bibliografie

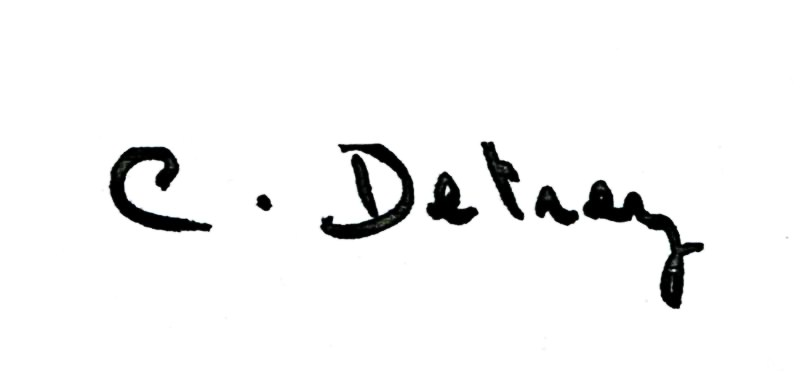
Handtekening van Conrad Detrez

## Secundaire literatuur
- William Cliff, Conrad Detrez, Parijs, Le Dilettante, 1990.
- Peter Daerden, 'Liefde, revolutie en saudade. Conrad Detrez in Portugal', in: De Parelduiker, nr. 2, 2021.
- Peter Daerden, Revolutie in Rio. Conrad Detrez tussen God en guerilla, samba en saudade. Tzara, 2023. ISBN 9789022340301

## Verwijzingen
1. ↑  Detrez, Dor gras.
2. ↑  Le Figaro, 30 september 1978.
3. ↑  https://www.youtube.com/watch?v=gfa7iCkD6FI
4. ↑  https://krantenbankzeeland.nl/issue/pzc/1978-05-27/edition/0/page/23?query=. Gearchiveerd op 8 juli 2022.
5. ↑  https://www.dbnl.org/tekst/_low001201301_01/_low001201301_01_0003.php
6. ↑  De Morgen, 8 augustus 1987.
7. ↑  De Morgen, 22 november 2000. Zie ook https://motoronderhoud.blogspot.com/2009/05/tranen-en-triomfen-conrad-detrez.html
8. ↑  https://www.lemonde.fr/archives/article/1968/02/09/louvain-ou-la-crise-de-l-etat-beige_2479145_1819218.html. Gearchiveerd op 17 september 2020.

- Bibliothèque nationale de France: cb11899940f (data)
- Gemeinsame Normdatei: 172041627
- International Standard Name Identifier: 0000 0001 0918 3198
- Library of Congress Control Number: n81029831
- Nationale Bibliotheek van Letland: 000343429
- Nationale Bibliotheek van Tsjechië: ola2002161467
- Nationale Bibliotheek van Israël: 987007273622805171
- Nederlandse Thesaurus van Auteursnamen: 068497180
- SNAC: w6mb4x67
- Système universitaire de documentation: 026828944
- Virtual International Authority File: 77630627
- WorldCat: E39PBJht6DW3KrDtKRmmHjCxXd